# Barış Alper Yılmaz
Barış Alper Yılmaz, född 23 maj 2000 i Rize, är en turkisk fotbollsspelare som spelar för Galatasaray, och Turkiets landslag.

## Karriär
Yılmaz inledde sin seniorkarriär i Ankara Demirspor 2017. 2020 värvades han till Ankara Keçiörengücü innan han gick till Galatasaray. Han har representerat Turkiets landslag på U21-nivån. 2021 debuterade för det turkiska A-landslaget. Han medverkade i EM i fotboll 2024.